# اروپای مرکزی و شرقی
 اروپای مرکزی و شرقی لفظی است در اشاره به کشورهای اروپای مرکزی و اروپای شرقی که معمولاً به معنای حکومت‌های کمونیستی سابق در اروپا است.
اروپای مرکزی و شرقی این کشورهای سابقاً سوسیالیستی را در بر می‌گیرد که از مرز آلمان به سوی شرق و از دریای بالتیک به جنوب تا مرز یونان کشیده شده است:
- استونی - عضو اتحادیه اروپا و ناتو
- لتونی - عضو اتحادیه اروپا و ناتو
- لیتوانی - عضو اتحادیه اروپا و ناتو
- لهستان - عضو اتحادیه اروپا و ناتو
- آلمان (بخش شرقی) - عضو اتحادیه اروپا و ناتو
- جمهوری چک - عضو اتحادیه اروپا و ناتو
- اسلواکی - عضو اتحادیه اروپا و ناتو
- مجارستان - عضو اتحادیه اروپا و ناتو
- رومانی - عضو اتحادیه اروپا و ناتو
- بلغارستان - عضو اتحادیه اروپا و ناتو
- اسلوونی - عضو اتحادیه اروپا و ناتو
- کرواسی - عضو اتحادیه اروپا و ناتو
- آلبانی - عضو ناتو
- بوسنی و هرزگوین
- کوزوو[۱]
- مقدونیه شمالی
- مونته‌نگرو
- صربستان

دیگر کشورهای کمونیستی سابق که عضو کشورهای مستقل همسود گاهی جز کشورهای اروپای مرکزی و شرقی قرار می‌گیرند:
- بلاروس
- مولدووا
- اوکراین
- روسیه

علاوه بر این:
- اتریش کشوری کمونیستی نبود، ولی گاهی لحاظ می‌شود[۶]

تعاریف این منطقه بسته به منطقه متفاوت است.

## وابسته
- اروپای مرکزی
- اروپای شرقی